# Sellos de Alemania en 2015
Los sellos de Alemania en el año 2015 fueron puestos en circulación por el Deutsche Post, la administración postal de Alemania. En total se emitieron 57 sellos postales (1 en hoja bloque), comprendidos en 40 series filatélicas con temáticas diversas.

## Descripción
| Fecha de emisión | Nombre del sello (descripción) | Dimensiones (mm)        | Valor facial (en €) |
| ---------------- | --- | ----------------------- | ------------------- |
| 02.01            | «Castillos y palacios» 1) El Castillo Marksburg en la localidad de Braubach (Renania-Palatinado) | 44,2 × 26,2             | 0,62                |
| 02.01            | 2) El Palacio de Ludwigslust en la localidad homónima (Mecklemburgo-Pomerania Occidental) | 44,2 × 26,2             | 0,80                |
| 02.01            | «Cachorros» 1) La ardilla roja (Sciurus vulgaris) | 44,2 × 26,2             | 0,62                |
| 02.01            | 2) El gato montés (Felis silvestris) | 44,2 × 26,2             | 0,62                |
| 02.01            | «Alemania salvaje» 1) El Parque nacional de la Laguna de Pomerania Occidental | 44,2 × 26,2             | 0,85                |
| 05.02            | «Para la beneficencia – La bella durmiente» Ilustración de tres pasajes de la obra La bella durmiente de los hermanos Grimm: 1) La vieja y la rueca                                                                               | 34,9 × 34,9             | 0,62+0,30           |
| 05.02            | 2) El sueño | 34,9 × 34,9             | 0,85+0,40           |
| 05.02            | 3) El beso | 34,9 × 34,9             | 1,45+0,55           |
| 05.02            | «100º aniversario del nacimiento de Karl Leisner» 1) Retrato del sacerdote y mártir Karl Leisner y la frase de su diario «Segne auch, höchster, meine Feinde!» (¡Bendigo también, en lo más alto, a mis enemigos!)                | 44,2 × 26,2             | 0,62                |
| 02.03            | «1200 años de la diócesis de Hildesheim» 1) La gran cruz en disco del museo de la Catedral de Hildesheim con motivo de los 1200 años de la fundación de la diócesis de Hildesheim                                                 | 33,0 × 39,0             | 0,62                |
| 02.03            | «350 años de la Universidad Christian Albrecht de Kiel» 1) Logotipo de la Universidad Christian Albrecht de Kiel y fachada posterior de la Biblioteca Universitaria                                                               | 44,2 × 26,2             | 0,62                |
| 02.03            | «900 años de Köthen» 1) Vista del año 1650 de la ciudad de Köthen (Sajonia-Anhalt) | 44,2 × 26,2             | 2,40                |
| 02.03            | «Felix la liebre» Ilustración de dos de los cuentos de la serie infantil Felix la liebre de la escritora Annette Langen 1) Felix de viaje                                                                                         | 44,2 × 26,2             | 0,45                |
| 02.03            | 2) Carta de Felix | 44,2 × 26,2             | 0,62                |
| 02.04            | «Automóviles clásicos alemanes» 1) Un BMW 507 de 1956 | 44,2 × 26,2             | 1,45                |
| 02.04            | 2) Un Mercedes-Benz W 111 de 1959 | 44,2 × 26,2             | 1,45                |
| 02.04            | «200º aniversario del nacimiento de Otto von Bismarck» 1) Retrato del canciller Otto von Bismarck | 44,2 × 26,2             | 0,62                |
| 02.04            | «150 años de Max und Moritz» 1) Diseño alusivo a la historieta alemana Max y Moritz | 39,0 × 33,0             | 0,62                |
| 07.05            | «Para el deporte» Tres dibujos de deportes para discapacitados 1) Tenis | 44,2 × 26,2             | 0,62+0,30           |
| 07.05            | 2) Atletismo | 44,2 × 26,2             | 0,85+0,40           |
| 07.05            | 3) Esquí alpino | 44,2 × 26,2             | 1,45+0,55           |
| 07.05            | «Europa» Serie anual a cargo de PostEurop, ese año bajo el tema Juguetes históricos 1) Un mono sobre un elefante que se columpia sobre raíles                                                                                     | 34,9 × 34,9             | 0,62                |
| 07.05            | «150 años del Servicio Marítimo de Búsqueda y Rescate Alemán» 1) Un barco salvavidas en una tormenta marina | 34,9 × 34,9             | 0,62                |
| 07.05            | «50 años de las relaciones diplomáticas con Israel» 1) La Casa Bruno en la Ciudad Blanca de Tel Aviv, típico ejemplo de arquitectura Bauhaus                                                                                      | 40,0 × 30,0             | 0,80                |
| 11.06            | «Faros» 1) El faro de Moritzburg en la localidad homónima (Sajonia) | 35,0 × 35,0             | 0,45                |
| 11.06            | 2) El faro de Lindau en la localidad homónima (Baviera) | 35,0 × 35,0             | 0,62                |
| 11.06            | «175 años del primer Kindergarten de Alemania» 1) Diseño alusivo a un Kindergarten (jardín de infancia) | 39,0 × 33,0             | 2,15                |
| 11.06            | «125 años de la primera asociación del traje regional bávaro» 1) Diseño alusivo que muestra los dos trajes regionales bávaros: el Lederhosen (pantaloncillos de cuero con tirantes) para los hombres y el Dirndl para las mujeres | 34,9 × 34,9             | 0,62                |
| 11.06            | «50 años de Jugend forscht» 1) Diseño alusivo a la competición Jugend forscht (La juventud investiga) | 33,0 × 39,0             | 0,62                |
| 01.07            | «Las vistas más bonitas de Alemania» Dos vistas del lago Chiem en Baviera 1) La isla Fraueninsel | 44,2 × 26,2             | 0,45                |
| 01.07            | 2) Los Alpes de Chiemgau | 44,2 × 26,2             | 0,45                |
| 01.07            | «Milenario de Leipzig» 1) La silueta del Ayuntamiento Nuevo de Leipzig y una composición con el nombre de la ciudad | 44,2 × 26,2             | 0,62                |
| 01.07            | «150º aniversario del nacimiento de Philipp Scheidemann» 1) El político Philipp Scheidemann proclamando la República desde un balcón del Reichstag                                                                                | 34,9 × 34,9             | 1,45                |
| 01.07            | «75º aniversario del nacimiento de Pina Bausch» 1) Retrato de la bailarina y coreógrafa Pina Bausch | 44,2 × 26,2             | 0,85                |
| 06.08            | «Para la juventud – Peces de agua dulce» 1) Un tímalo común (Thymallus thymallus) | 44,2 × 26,2             | 0,62+0,30           |
| 06.08            | 2) Un barbo común (Barbus barbus) | 44,2 × 26,2             | 0,85+0,40           |
| 06.08            | 3) Un esturión europeo (Acipenser sturio) | 44,2 × 26,2             | 1,45+0,55           |
| 06.08            | «Festival internacional de barcos Windjammer de Bremen» 1) Un puerto con numerosos barcos Windjammer (grandes barcos veleros de fierro)                                                                                           | 34,9 × 34,9             | 0,62                |
| 01.09            | «Día del sello» 1) Reproducción del primer sello emitido en el mundo: el Penny Black (o Penique Negro, valor 1 penique) del Reino Unido (1840)                                                                                    | 33,0 × 39,0             | 0,62+0,30           |
| 01.09            | «100º aniversario del nacimiento de Helmut Schön» 1) Retrato del jugador de fútbol y entrenador Helmut Schön y un balón de fútbol                                                                                                 | 34,9 × 34,9             | 0,62                |
| 01.09            | «Astérix el Galo» (HB) Tres personajes de la historieta francesa Astérix el Galo. La hoja bloque muestra otros personajes del cómic 1) Astérix                                                                                    | 33,0 × 39,0 (180 × 120) | 0,62                |
| 01.09            | 2) Obélix | 33,0 × 39,0 (180 × 120) | 0,62                |
| 01.09            | 3) Idéfix | 34,9 × 34,9             | 0,21                |
| 01.10            | «Tesoros de museos alemanes» 1) La escultura de madera Mujeres en luto (Trauernde Frauen) del escultor Tilman Riemenschneider, de la exposición del Museo Estatal de Wurtemberg                                                   | 33,0 × 39,0             | 0,62                |
| 01.10            | «500º aniversario del nacimiento de Lucas Cranach el Joven» 1) Escena de la Última Cena en el altar de la Iglesia Estatal de Santa María en Wittenberg, obra del pintor Lucas Cranach el Joven                                    | 44,2 × 26,2             | 0,45                |
| 01.10            | «25 años de la Reunificación Alemana» 1) Diseño conmemorativo de la Reunificación alemana | 34,9 × 34,9             | 0,62                |
| 02.11            | «Navidad» 1) Diseño alusivo a la famosa canción navideña Noche de paz | 34,9 × 34,9             | 0,62+0,30           |
| 02.11            | «Tesoros de museos alemanes» 1) La composición Nacimiento de Jesús con adoración de los pastores (Geburt Christi mit Anbetung der Hirten, 1480) del pintor Martin Schongauer, conservada en la Gemäldegalerie de Berlín           | 33,0 × 39,0             | 1,45                |
| 02.11            | «Regalar alegría» 1) Diseño alusivo que muestra un niño abriendo su regalo que contiene un osito de peluche | 44,2 × 26,2             | 0,62                |
| 03.12            | «Sello de tarifa adicional» 1) Un número ocho en color gris | 18,7 × 22,0             | 0,08                |
| 03.12            | «Flores» 1) La flor de chocolate (Cosmos atrosanguineus) | 21,5 × 30,1             | 0,70                |
| 03.12            | 2) Una fucsia (del género Fuchsia) | 21,5 × 30,1             | 4,00                |
| 03.12            | 3) La orquídea abeja (Ophrys apifera) | 21,5 × 30,1             | 4,50                |
| 03.12            | «Micromundos» 1) La hierba de San Guillermo (Agrimonia eupatoria) | 39,0 × 33,0             | 0,70                |
| 03.12            | 2) Una diatomea (clase Bacillariophyceae) | 39,0 × 33,0             | 0,70                |
| 03.12            | «250 años de la Universidad Técnica Academia de Minas de Freiberg» 1) Dos vistas de una fluorita azul y diagrama de su estructura cristalina                                                                                      | 44,2 × 26,2             | 0,70                |
| 03.12            | «Paul Klee» 1) La acuarela Flores celestes sobre la casa amarilla (Himmelsblüten über dem gelben Haus, 1917) del pintor Paul Klee                                                                                                 | 33,0 × 39,0             | 2,40                |